# Läppkes Mühlenbach
Der Läppkes Mühlenbach ist ein Zufluss der Emscher nahe den Stadtgrenzen zwischen Essen und Mülheim an der Ruhr und folgend zwischen Essen und Oberhausen. Der bis 1989 stark kanalisierte und als oberflächiger Abwasserkanal genutzte Wasserlauf ist seit 1991 als erster von der Emschergenossenschaft zwischen Kilometer 1,1 und 2,9 als Pilotprojekt renaturiert.

## Lage und Beschreibung
Nur wenige Meter hinter der Quelle in Mülheim an der Ruhr-Dümpten erhält der Läppkes Mühlenbach Zufluss vom 3,381 Kilometer langen, rund 1,5 Kilometer weiter östlich in Dümpten entspringenden Hexbach, der ihn mit mindestens 23 Litern Wasser pro Sekunde speist. Der Hexbach wird aufgrund des quellnahen Zuflusses und der weit größeren Länge auch als Oberlauf des Läppkes Mühlenbach bezeichnet, die Gesamtlänge beider Wasserläufe wird dann mit 6,218 Kilometer angegeben.
Im gemeinsamen renaturierten Bachbett fließt der Läppkes Mühlenbach am Breukelmannhof vorbei und erhält Zufluss aus dem 2,497 Kilometer langen Heilgraben. Er unterquert die Bundesstraße 231, die Landesstraße 229, die Bahnstrecke Oberhausen-Osterfeld–Hamm und den Gleispark Frintrop. In kanalisierter Form unterquert er anschließend bei Haus Ripshorst in Oberhausen den Rhein-Herne-Kanal und mündet wenige Meter danach in die hier parallel zum Kanal verlaufende Emscher.
Namensgebend ist die ehemalige Wassermühle des Bauern Läppke, die am Nordrand Dümptens einst vom Läppkes Mühlenbach angetrieben wurde.

## Geschichte

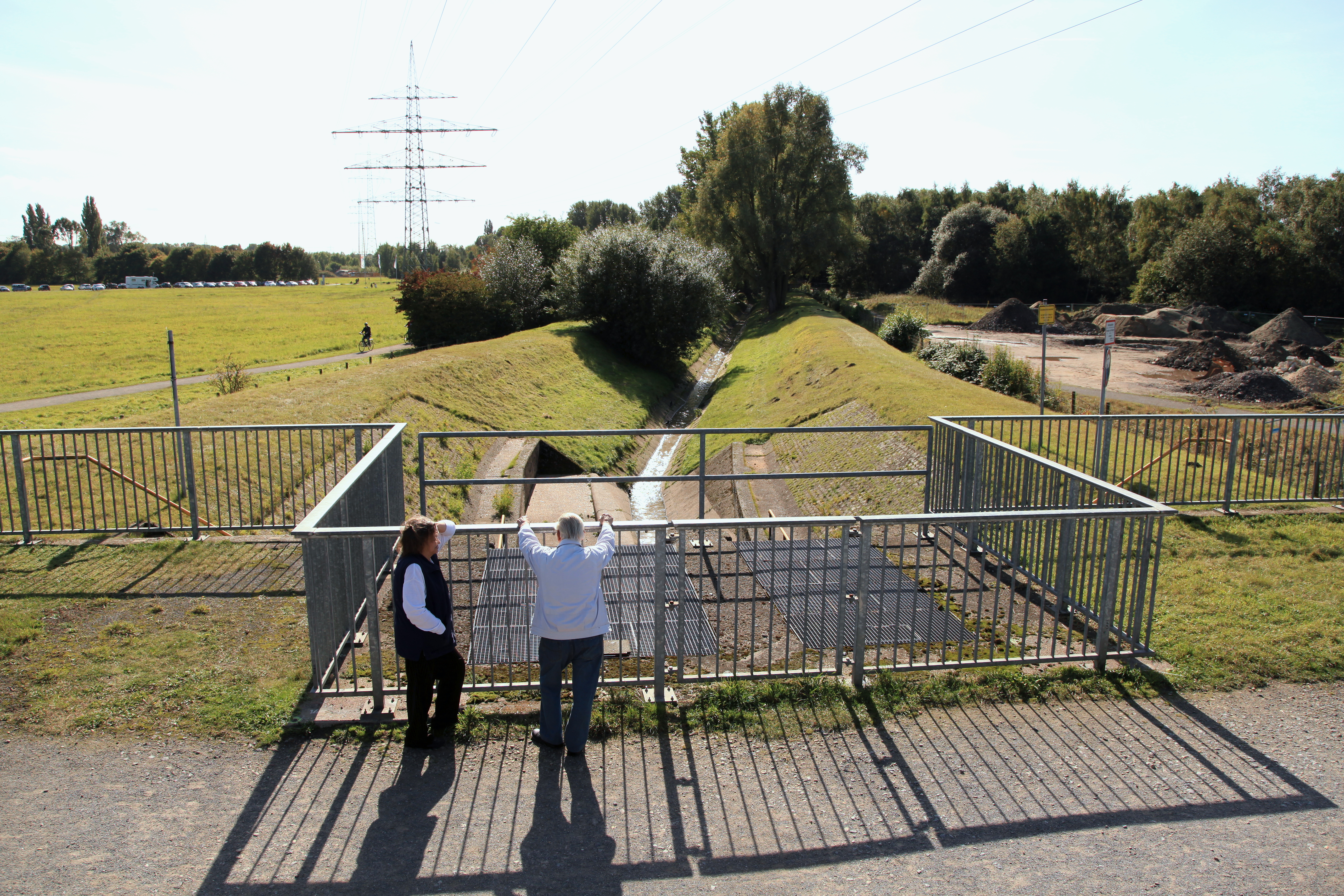
Kanalisiertes letztes Stück kurz vor der Mündung, im Vordergrund der Düker am Rhein-Herne-Kanal

In den Läppkes Mühlenbach leitete man Anfang des 20. Jahrhunderts Abwasser zum Quell- und Regenwasser in den nicht kanalisierten Bachlauf, der mit geringem Gefälle in Windungen in die Emscher floss. Nach dem Deichbruch am Rhein-Herne-Kanal im Jahr 1917 wurde der Läppkes Mühlenbach in den 1920er Jahren zur Ableitung von Abwässern aus Kommune, Bergbau und Industrie (Köttelbecke) begradigt, teils eingedeicht und in eine Betonwanne gefasst, um ein Abfließen in die Emscher zu gewährleisten. Diese im Ruhrgebiet wegen der Bergsenkungen übliche Entsorgung von Abwässern wird aus hygienischen und ästhetischen Gründen heute nicht mehr akzeptiert; die betroffenen Gewässer versucht man zu renaturieren.
Als eines der ersten Projekte dieser Art wurde der Läppkes Mühlenbach von der Emschergenossenschaft zwischen 1989 und 1991 wieder in eine natürliche Form umgestaltet. Dazu wurde auf 1,7 Kilometern Länge ein unterirdischer Abwasserkanal parallel zum natürlichen Bachlauf erbaut, um den Bach von Schmutzwassereinleitungen zu befreien. Eine neue Parklandschaft entstand, mit Brücken, Wegen, Auwiesen und Feuchtbiotopen. Zur Dokumentation des vorherigen Zustandes wurde ein Stück der alten Betonrinne belassen. Die 1996 stillgelegte Kläranlage an der Mündung des Baches in die Emscher wurde 2003 zum Emscher Klärpark umgebaut. 
Seit 1991 wird der Läppkes Mühlenbach jährlich physikalisch-chemisch und biologisch untersucht, um die Wasserqualität und die Entwicklung der aquatischen Lebensgemeinschaft und somit den Erfolg der durchgeführten Umgestaltungsmaßnahmen zu dokumentieren. Bis 1998 wurden im ökologisch umgestalteten Gewässerabschnitt insgesamt 46 Arten nachgewiesen.